# Essertines-en-Donzy
Essertines-en-Donzy és un municipi francès situat al departament del Loira i a la regió d'Alvèrnia-Roine-Alps. L'any 2007 tenia 480 habitants.

## Demografia

### Població
El 2007 la població de fet d'Essertines-en-Donzy era de 480 persones. Hi havia 186 famílies de les quals 48 eren unipersonals (24 homes vivint sols i 24 dones vivint soles), 57 parelles sense fills i 81 parelles amb fills.
La població ha evolucionat segons el següent gràfic:
Habitants censats

### Habitatges
El 2007 hi havia 239 habitatges, 187 eren l'habitatge principal de la família, 32 eren segones residències i 19 estaven desocupats. 224 eren cases i 14 eren apartaments. Dels 187 habitatges principals, 139 estaven ocupats pels seus propietaris, 42 estaven llogats i ocupats pels llogaters i 5 estaven cedits a títol gratuït; 7 tenien dues cambres, 26 en tenien tres, 43 en tenien quatre i 110 en tenien cinc o més. 100 habitatges disposaven pel capbaix d'una plaça de pàrquing. A 77 habitatges hi havia un automòbil i a 92 n'hi havia dos o més.

### Piràmide de població
La piràmide de població per edats i sexe el 2009 era:
| Homes | Edats   | Dones |
| ----- | ------- | ----- |
| 0     | 95 o +  | 4     |
| 0     | 90 a 94 | 0     |
| 4     | 85 a 89 | 8     |
| 8     | 80 a 84 | 12    |
| 12    | 75 a 79 | 16    |
| 8     | 70 a 74 | 8     |
| 8     | 65 a 69 | 8     |
| 12    | 60 a 64 | 12    |
| 8     | 55 a 59 | 4     |
| 8     | 50 a 54 | 16    |
| 28    | 45 a 49 | 16    |
| 12    | 40 a 44 | 8     |
| 12    | 35 a 39 | 12    |
| 20    | 30 a 34 | 28    |
| 12    | 25 a 29 | 0     |
| 8     | 20 a 24 | 12    |
| 20    | 15 a 19 | 9     |
| 24    | 10 a 14 | 8     |
| 8     | 5 a 9   | 24    |
| 0     | 0 a 4   | 8     |

## Economia
El 2007 la població en edat de treballar era de 301 persones, 236 eren actives i 65 eren inactives. De les 236 persones actives 221 estaven ocupades (119 homes i 102 dones) i 15 estaven aturades (6 homes i 9 dones). De les 65 persones inactives 17 estaven jubilades, 20 estaven estudiant i 28 estaven classificades com a «altres inactius».

### Ingressos
El 2009 a Essertines-en-Donzy hi havia 200 unitats fiscals que integraven 494 persones, la mediana anual d'ingressos fiscals per persona era de 16.760,5 €.

### Activitats econòmiques
Dels 20 establiments que hi havia el 2007, 1 era d'una empresa alimentària, 4 d'empreses de fabricació d'altres productes industrials, 7 d'empreses de construcció, 2 d'empreses de comerç i reparació d'automòbils, 3 d'empreses de serveis, 2 d'entitats de l'administració pública i 1 d'una empresa classificada com a «altres activitats de serveis».
Dels 8 establiments de servei als particulars que hi havia el 2009, 1 era un taller de reparació d'automòbils i de material agrícola, 1 paleta, 1 guixaire pintor, 3 fusteries, 1 lampisteria i 1 electricista.
L'únic establiment comercial que hi havia el 2009 era una fleca.
L'any 2000 a Essertines-en-Donzy hi havia 16 explotacions agrícoles.

## Equipaments sanitaris i escolars
El 2009 hi havia una escola elemental.

## Poblacions més properes
El següent diagrama mostra les poblacions més properes.